# Кајсија
Кајсија (лат. Prunus armeniaca, јерменска шљива, тур. kayısı), такође позната по имену марелица, је континентална коштуничава воћка која заједно са шљивама, бадемима, бресквама, вишњама и трешњама припада роду Prunus фамилије Rosaceae. Због распрострањеног узгоја кајсије у праисторији, границе њеног природног ареала нису са сигурношћу утврђене, али се он највероватније налази негде у Азији. Узгаја се у великом броју земаља и у многим од њих се проширила у дивљину.

## Порекло и статус кајсије
Центар настанка и природни ареал ове врсте тешко је дефинисати, услед ране доместификације (3 миленијум п. н. е.).. Кајсије највероватније потичу из предела средње Азије и североисточне Кине, из области у близини руске границе. Могуће је да природни ареал врсте обухвата и Корејско полуострво и Јапан. Кајсија, иако то њено ботаничко име сугерише, не потиче из Јерменије. У Јерменију су кајсије стигле после 3.000 година, ширећи се дуж Пута свиле. Одатле су је Римљани, око 70. п. н. е, проширили по целој Европи.
Данас, дивље (недоместификоване) јединке кајсије расту у веома малим групама у Кини, Казахстану, Киргизији и Узбекистану. Услед мале бројности ових популација, врста Prunus armeniaca сматра се угроженом.
Узгојене сорте кајсија раширене су широм планете. Најбоље успева у областима са благом, медитеранском климом, услед чега се у таквим областима интензивно комерцијално узгаја.

## Опис
Кајсија расте као жбун или ниско дрво, високо 8—12 m, са стаблом пречника до 40 cm. Облик крошње је округао, понекад пљоснат. Кора стабла је тамносива, уздужно испуцала. Младе гране и лисне дршке су често црвенкасте боје. Листови су овални, дуги 5—10 cm, широки 5—8 cm, са шпицастим врхом, заобљеном базом и назубљеном ивицом. Лисне дршке су дуге 2—4 cm.
Цветови имају кратку цветну дршку, па често имају изглед седећих цветова. Развијају се усамљено или у паровима, најчешће пре листања биљке. Пречник цвета је 2—4,5 cm. Цветна ложа и чашични листићи су длакави, крунични листићи су беле до бледоружичасте боје, дуги 11—15 mm. Кајсија је самооплодна, ретко странооплодна биљка (ауто-инкомпатибилни су на пример култивари '' и ''). Најважнији опрашивач је пчела.
Плод је коштуница, подсећа на малу брескву, пречника 1,5—2,5 cm, жуте до наранџасте боје, понекад и црвене на страни изложеној сунцу. Једно семе се налази унутар тврде коштице. Диплоидни број хромозома је 2n=16.

## Производња и употреба

### Историја култивације
Порекло врсте је спорно. У Јерменији је била позната још у давним временима, и тамо се дуго узгајала, те се често сматра да је тамо и настала. Семе кајсије откривено је током археолошких ископавања храма Гарни и насеља Шенгавит, чија историја траје већ 6000 година. Њен научни назив Prunus armeniaca (арменска шљива) произилази из те претпоставке. На пример, Де Повдерле је пишући у 18. веку тврдио, „Cet arbre tire son nom de l'Arménie, province d'Asie, d'où il est originaire et d'où il fut porté en Europe...” („ово дрво је добило своје име по Јерменији, провинцији Азије, где је његово природно станиште и одакле је донето у Европу...”). Током археолошких ископавања у Гарнију у Јерменији пронађено је семење кајсије на локалитету из доба енеолита. Упркос великом броју сорти кајсије које се данас узгајају у Јерменији (око 50), према Вавилову она води порекло из кинеског региона, где се претпоставља да је дошло до доместикације кајсије. Други извори наводе да је кајсија прво култивирана у Индији око 3000. године п. н. е.
Њено увођење у Грчку приписује се Александру Великом; касније је римски генерал Лукул (106–57. п. н. е.) такође увезао известан број стабала - вишњу, трешњу и каснију - из Јерменије у Рим. Каснији извори често нису имали јасну представу о пореклу врста. Лаудон (1838) је сматрао да она има широки изворни распон, укључујући Јерменију, Кавказ, Хималаје, Кину и Јапан. Кајсије су култивиране у Персији од античких времена, и сушене кајсије су биле важна роба на персијским трговачким рутама.
У ближој прошлости су енглески досељеници доносили кајсију у Енглеске колоније у Новом свету. Већина модерне америчке производње кајсија долази од садница које су шпански мисионари пренели на западну обалу.
Данас се гајење кајсије проширило на све делове света који имају климу која може да подржи њене узгојне захтеве.

### Употребе
Семе или коштице кајсије која се узгаја у централној Азији и око Медитерана толико су слатке да их је тешко разликовати од бадема. Италијански ликери амарето и амарети бискоти су ароматизирани екстрактом коштица кајсије, а не бадема. Уље које је испресовано из коштица кајсије користи се као уље за кување. Коштице садрже између 2,05% и 2,40% водоник цијанида, али нормална конзумација је недовољна да произведе озбиљне ефекте.
Према статистичким подацима из 2005. године, највише кајсија се производи у Турској (390.000 тона годишње), Ирану (285.000) и Италији (232.000). У Србији постоји 1,7 милиона садница кајсије, а годишња производња је око 40.000 тона. Кајсије се обично прерађују и продају као сушене, док се у Србији највише користе за производњу сокова, џемова и компота. Сем за потребе исхране становништва, кајсија се користи као декоративна врста, а њено дрво је високих механичких и декоративних квалитета.
У Србији се узгајају следеће сорте кајсија:
- Амброзија (S. Ambrogio), пореклом из Италије
- Бреда, пореклом из Холандије
- Домаћа рана, домаћа сорта
- Кечкеметска ружа (Kecskemeti rozsa), пореклом из Мађарске
- Крупна рана, домаћа сорта
- Мађарска најбоља (Ungarische Beste), пореклом из Мађарске
- Холубова (Holubova Merunka), пореклом из Чехословачке
- Раковски, пореклом из Аустрије
- Црвена рана, домаћа сорта

- цветови кајсије
- свеж плод кајсије
- суве кајсије
- семена кајсије

Хранљива вредност и састав плода мењају се сушењем или термичком обрадом. У састав плода улазе поједини витамини, као и танини. Једињења попут појединих терпена (мирцен, лимонен, гераниол и др.) и киселина дају пријатну арому плоду. Најзаступљенија киселина у плодовима кајсије је лимунска киселина.
Сем плода, и семе кајсије се користи у прехрамбеној индустрији, најчешће као замена за семе бадема. Од овог семена се справља италијански ликер амарето, као и амарети бисквити. Уље из семена кајсије се понегде употребљава као јестиво уље. Семена садрже цијаногене гликозиде, који ослобађају цијанид, услед чега су отровна ако се употребљавају у већим количинама.